# Responsability Investments
Die responsAbility Investments AG ist ein auf Impact Investing spezialisierter Vermögensverwalter mit Sitz in Zürich. Die 2003 gegründete Schweizer Unternehmen investiert in private Märkte in Schwellenländern mit dem Ziel, finanzielle Renditen mit einer positiven, messbaren sozialen und ökologischen Wirkung (Impact) zu kombinieren.

## Geschichte
Die Anfänge gehen auf Tätigkeiten bei der Grossbank Credit Suisse in Zürich zurück. Credit Suisse ist Gründungspartner von responsAbility.
Am 3. Mai 2022 wurde responsAbility von der britischen Investmentgesellschaft M&G plc übernommen, um deren Kompetenz im Bereich nachhaltiger Investments zu stärken.
Am 3. Juli 2025 hat der Verwaltungsrat von responsAbility Nadia Nikolova – vorbehaltlich der aufsichtsrechtlichen Genehmigung – zur neuen CEO ernannt. Sie wird ab 1. September dass Amt von Rochus Mommartz übernehmen, der das Unternehmen seit 2016 geführt hat.

## Globale Präsenz
responsAbility beschäftigt über 270 Mitarbeitende (Stand Ende März 2025) und ist an sieben internationalen Standorten mit eigenen Teams vertreten:
- Zürich (Hauptsitz)
- Mumbai (Indien)
- Tbilisi (Georgien)
- Lima (Peru)
- Nairobi (Kenia)
- Paris (Frankreich)

## Produkte und Struktur
Die Investmentlösungen von responsAbility sind im Bereich privater Märkte. Dazu zählen sowohl öffentliche als auch private Fonds, maßgeschneiderte Mandate sowie strukturierte Finanzierungen. Die Investments erfolgen hauptsächlich in Form von Fremd- und Eigenkapital.
Das Unternehmen investiert in drei strategische Themenschwerpunkte:
Responsability Investments investiert in dafür spezialisierte Mikrokredit-Finanzunternehmen wie auch in Landwirtschafts- und Energiefirmen in Entwicklungs- und Schwellenländern, um deren einkommensschwache Bevölkerung in kleinsten bis hin zu mittelgrossen Unternehmen zu fördern. Dazu wurden verschiedene Anlageprodukte geschaffen. 
Der Schwerpunkt liegt auf drei Anlagethemen, die direkt zur Umsetzung der UN-Nachhaltigkeitsziele (Sustainable Development Goals, SDGs) beitragen:
- Klimafinanzierung: Unterstützung von Projekten zur Emissionsreduktion und zum Ausbau erneuerbarer Energien
- Finanzielle Inklusion: Finanzierung von Kleinstunternehmen und kleinen bis mittleren Unternehmen (KMU) zur Stärkung lokaler Wirtschaftskreisläufe
- Nachhaltige Ernährung: Förderung von Agrar- und Ernährungssystemen zur nachhaltigen Versorgung der wachsenden Weltbevölkerung[7]

Je nach Produkt handelt es sich um Beteiligungen am Eigenkapital und/oder um Darlehen an gegenwärtig insgesamt 300 Unternehmen in 75 Ländern. Das insgesamt verwaltete Vermögen beträgt 3,5 Milliarden USD (Dezember 2019).

## Regulierung und Eigentümerstruktur
responsAbility ist bei der Eidgenössische Finanzmarktaufsicht (FINMA) als Vermögensverwalter kollektiver Kapitalanlagen registriert. Seit 2022 ist das Unternehmen Teil der britischen M&G plc, die per 2024 ein verwaltetes Vermögen von über 370 Milliarden GBP betreut.

## Einzelvorhaben, Kommentare
Das Spektrum getätigter Investitionen in einzelnen Länder wie auch Einschätzungen wurden und werden veröffentlicht. Spezifische Beteiligungen bestehen beispielsweise an der ProCredit Holding (Deutschland), der Hattha Kaksekar Limited (Kambodscha) und der Credo in Georgien.